# Moonmadness
Moonmadness, den symfoniska rockgruppen Camels fjärde album utgivet 1976. Detta var det sista albumet för Camel med Doug Ferguson som basist. Många anser att detta är ett av de bästa albumen inom den progressiva rocken.

## Låtlista
1. Aristillus - 1:56
2. Song within a Song - 7:13
3. Chord Change - 7:43
4. Spirit of the Water - 2:06
5. Another Night - 6:55
6. Air Born - 5:02
7. Lunar Sea - 09:07